# 日本で海から一番遠い地点
日本で海から一番遠い地点（にほんでうみからいちばんとおいちてん）は、長野県佐久市（旧南佐久郡臼田町）に存在する。

## 概要
1996年（平成8年）に茨城県つくば市の「地図と測量の科学館」で催された「なんでも相談コーナー夏休み相談会」において筑波大学の学生から「海からもっとも遠い地点はどこですか？」という質問がなされた。この問題に答えるために、国土地理院によって調査が行われ、その結果、長野県佐久市田口字榊山209-1（北緯36度10分35.87秒 東経138度34分51.35秒 / 北緯36.1766306度 東経138.5809306度座標: 北緯36度10分35.87秒 東経138度34分51.35秒 / 北緯36.1766306度 東経138.5809306度、標高約1,200メートル）の地点が『海から最も遠い地点』として特定された。
この地点から海岸線までの球面距離は、
- 静岡県富士市田子の浦港まで 114.853 km 北緯35度08分41秒 東経138度41分07秒 / 北緯35.144592度 東経138.685326度
- 新潟県上越市直江津まで 114.854 km 北緯37度11分20秒 東経138度15分29秒 / 北緯37.188797度 東経138.258099度
- 神奈川県小田原市国府津まで 114.862 km 北緯35度16分35秒 東経139度12分26秒 / 北緯35.276390度 東経139.207153度
- 新潟県糸魚川市梶屋敷まで 114.866 km 北緯37度03分36秒 東経137度54分36秒 / 北緯37.060128度 東経137.909966度

であり、概ね海岸線から115km離れている。
当地点は市街地から10キロメートル、標高差（比高）500メートル離れた群馬県甘楽郡南牧村の県境に近い山中にある。この地点に到達した旨を佐久市観光協会臼田支部に報告すると、「日本で一番海から遠い地点到達認定証」を発行してもらうことができる。
一種の観光地として機能しており、トレッキング愛好者のみならず一般の人も訪れる。
当地点には、長野県公共嘱託登記土地家屋調査士協会の測量に基づき、1級公共基準点が設置されている。
地図
- 日本で海から一番遠い地点 - 地理院地図
- 日本で海から一番遠い地点 - Google マップ

## アクセス
- 最寄り駅
  - JR東日本小海線臼田駅
- 最寄りインターチェンジ
  - E52 中部横断自動車道佐久臼田インターチェンジ